# Julien Lagarrue
Julien Lagarrue, né le 11 mars 1859 à Rochefort et mort pour la France le 17 août 1917 à Thessalonique, est un officier français des troupes coloniales.

## Biographie
En service au Tonkin (2e régiment de tirailleurs tonkinois) et intéressé par la sinologie, il pousse à la création des tirailleurs chinois en 1899 et rédige également un dictionnaire français-cantonais. Il reçoit le commandement du bataillon de tirailleurs chinois de 1902 à 1905.
En 1910-1911, il est commandant militaire de la colonie de Côte d'Ivoire.